# Postzegelblad
Een postzegelblad is een tijdschrift voor postzegelverzamelaars (filatelisten).
Veel postzegelbladen hebben een rubriek "nieuwe uitgiften", waarin aandacht wordt besteed aan nieuwe uitgiften binnen het aandachtsgebied van het blad: per thema, per land, per groep landen (bijvoorbeeld voormalige koloniën) of wereldwijd. Ook wordt aandacht besteed aan nieuwe afwijkingen, varianten, bijzondere afstempeling, enz. enz. Zodoende kan een verzamelaar in de gaten houden of er nieuwe uitgiften zijn geweest die binnen het verzamelgebied vallen. 
Ook kan een postzegelblad zorgen voor verdieping: omdat andere verzamelaars over hun aanpak of over hun collectie schrijven, kan de lezer een indruk krijgen wat er zoal mogelijk is. 
Ook besteedt een postzegelblad vaak aandacht aan nieuwe catalogi, en wat daarin is veranderd, nieuwe literatuur e.d. 
Ten slotte wordt aandacht besteed aan de actualiteit: tentoonstellingen, ruilbeurzen, veilingen, enz.

## Titels
Wereldwijd zijn er honderden serieuze postzegelbladen. Enkele belangrijke titels zijn:
- Verenigde Staten: Linn's Stamp News en American Philatelist
- Verenigd Koninkrijk: Gibbons Stamp Monthly, Stamp News en The Philatelic Exporter
- Frankrijk: Timbres Atout, Timbres magazine (ex-Le Monde des philatélistes, Timbroscopie en Timbroloisirs) en La Philatélie Française
- Duitsland: Deutsche Briefmarken-Zeitung, Der BriefmarkenSpiegel, philatelie (blad van de Duitse bond, de BDPh) en de Deutsche Briefmarken-Revue
- Oostenrijk Die Briefmarke
- Spanje: El Eco
- Noorwegen: Norsk Filatelistisk Tidsskrift
- Denemarken: Dansk Filatelistisk Tidsskrift
- België: De Postzegel, Collector Revue
- Nederland: Maandblad Filatelie, De Posthoorn en Mijn Stokpaardje (opgeheven in 2003)

Het oudste nog bestaande postzegelblad van Nederland is het Maandblad Filatelie; het blad werd in 1922 als Nederlandsch Maandblad voor Philatelie opgericht.  
Het andere landelijke Nederlandse postzegelblad, Mijn Stokpaardje, werd in 1945 onder de naam Mijn Hobby opgericht. In december 2003 verscheen het laatste nummer van Mijn Stokpaardje.
Sinds 1951 is er ook een blad voor de jeugd, De Posthoorn, een uitgave van Jeugdfilatelie Nederland. Meer dan 50 jaar verscheen het als zelfstandig blad, maar het werd in 2002 opgenomen in Mijn Stokpaardje. Bij het ter ziele gaan van dat blad werden enige noodedities uitgegeven. Sinds de zomer van 2005 is het opgenomen in het Maandblad Filatelie.
Het Belgische tijdschrift Collector Revue is een gratis tijdschrift uitgegeven door de firma Van Looy & Van Looy. Het behandelt in twee talen (Nederlands en Frans) voornamelijk de Belgische filatelie.